# Alma de México (aerolínea)

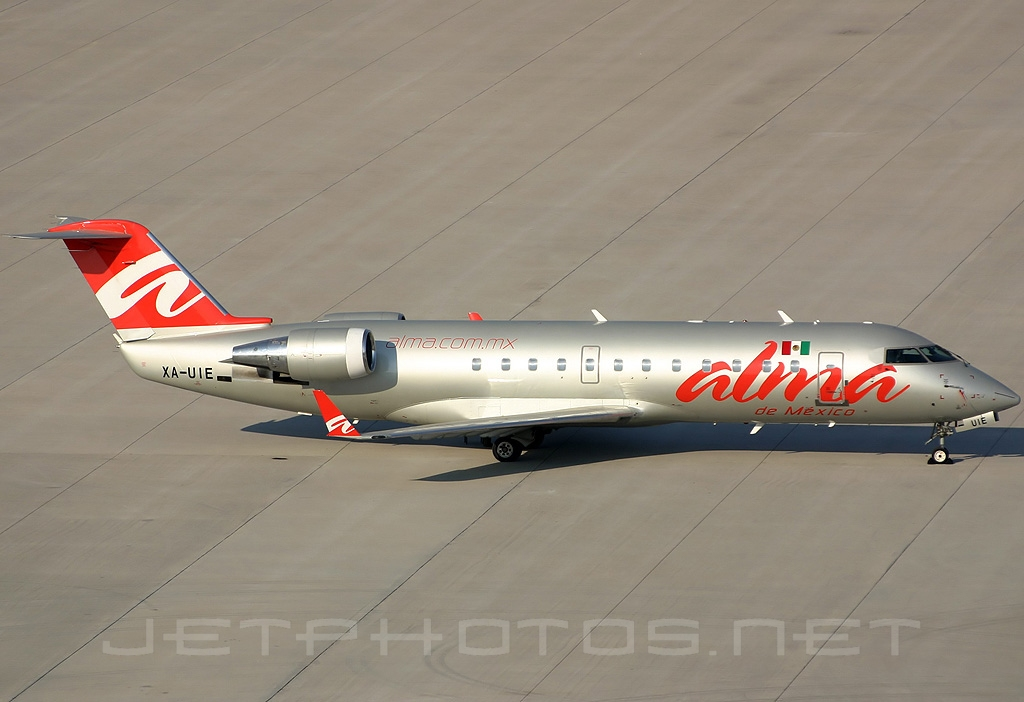
Bombardier CRJ-200ER (XA-UIE) de Alma de México en el Aeropuerto Intercontinental de Querétaro.

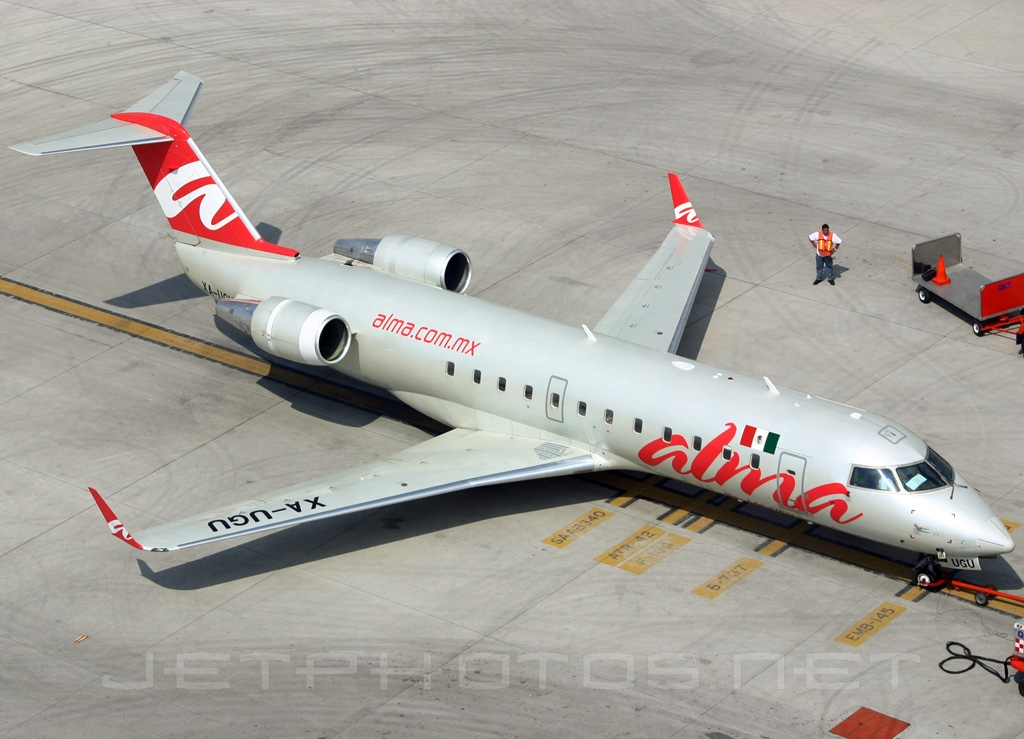
Bombardier CRJ-200LR (XA-UGU) de Alma de México en el Aeropuerto Intercontinental de Querétaro.

Alma de México fue una aerolínea mexicana fundada en el año 2005 y cesada en el año 2008, como un proyecto financiado por inversionistas para disminuir el flujo de aeronaves y pasajeros del Aeropuerto Internacional de la Ciudad de México. La base de operaciones de ALMA  se ubicaba en la ciudad de Guadalajara, Jalisco, México.

## Historia
El Proyecto de Aerolíneas Mesoamericanas nace a principios del año 2000 de una 
idea conjunta entre empresarios y el ingeniero Guillermo Heredia Cabarga. 
La idea era crear un nuevo concepto de aviación basado en la optimización de recursos, rutas rentables y aprovechamiento del capital humano; el concepto de Aerolíneas Mesoamericanas sería implementado a finales del 2001. Sin embargo, los hechos del 11 de septiembre de 2001 obligaron a postergar el proyecto.
A principios del año 2005 el proyecto empezó a retomar fuerza buscando entonces empresarios 
capaces de invertir en el mismo. Después de discutir el proyecto, se decidió que Carlos Peralta fuera el accionista mayoritario de la empresa con una aportación inicial de más de 40 millones de dólares, fondos con los que se inició la selección de equipos, personal y base de operaciones.
Después de analizar y evaluar las diversas opciones ofrecidas por fabricantes de aeronaves cómo: Boeing, Bombardier y Embraer, se decidió iniciar el proyecto con equipos CRJ-200 de Bombardier. Esta decisión se tomó sobre la base de la disponibilidad inmediata de aeronaves, arrendamientos más económicos y un respaldo importante por parte del fabricante. Cabe mencionar que el mantenimiento de estas aeronaves suele ser más elevado que el de los competidores, pero los otros factores mencionados hicieron que los inversionistas y directivos se inclinaran por el CRJ-200 de Bombardier. 
La base de operaciones se estableció en la ciudad de Guadalajara, Jalisco, al contar con un gran 
apoyo por parte del gobierno estatal otorgando apoyos económicos, así como inversiones por parte del exgobernador de Jalisco.
Para mediados de junio del año 2005 el proyecto estaba listo para arrancar, se contaba ya con el que sería el primer avión de la flota cuya matrícula sería XA-UFD . El vuelo inaugural fue Guadalajara - Puebla seguido de rutas como Guadalajara - La Paz y Los Mochis - Tijuana. El proyecto tuvo una pronta aceptación entre el público debido a sus bajas tarifas. Hacia principios de agosto del 2005, la empresa enfrentó uno de sus primeros obstáculos. Un deficiente plan de mantenimiento y operación de los equipos Bombardier CRJ-200. Esto obligó a la empresa a buscar de manera desesperada el apoyo del fabricante para la mejora de los procedimientos de mantenimiento. Otro problema que enfrentó la aerolínea, fue una gran fuga de capital humano registrada al inicio del proyecto, derivada de los bajos salarios pagados en comparación a los ofrecidos por sus competidores,  lo que obligó a una reconsideración salarial para tratar de contener este problema. 
Para finales del año 2005, la empresa contaba con más de 6 aviones CRJ-200 y alrededor de 10 rutas,  además de tener un panorama muy alentador.
A pesar de lo anterior, los departamentos de reclutamiento de personal y el área de comercialización mostraron graves deficiencias. A lo largo del año 2006, la empresa continuó con su agresiva estrategia de expansión al incorporar tan solo ese año, más de 10 aeronaves, hecho sin precedentes en la historia de la aviación mexicana. A lo largo de 2007, se añadieron más de 10 destinos, sin embargo, las deficiencias en las áreas antes mencionadas se tradujeron en costos de operación muy elevados y costosas pérdidas. Hacia finales del año 2007, la empresa mostraba solidez a pesar de estos retos. 
En ese momento la aerolínea contaba con 19 aeronaves y 22 destinos nacionales convirtiéndola en la aerolínea con mayor cobertura nacional. 
A principios de 2008 la aerolínea se vio afectada rápidamente por el continuo aumento de los precios del combustible, lo que junto a grandes errores de planeación como decisión de rutas, destinos y horarios trajo grandes pérdidas haciendo que los inversionistas dudaran de la viabilidad del proyecto de manera pronta. 
Para mediados de mayo de 2008 los inversionistas en conjunto con el entonces director general decidieron interrumpir el plan de expansión que habían programado, además de retirar cinco aeronaves, teniendo que recortar en alrededor de 30% su plantilla laboral, esto con el propósito de buscar la supervivencia del proyecto. 
Hacia principios de junio de 2008 la empresa contaba con solo 15 aviones, derivado de diferencias entre 
los inversionistas y la Dirección General entonces en funciones. Se decide la sustitución del hasta entonces director Guillermo Heredia por Pablo Peralta, este último buscando la salvación del proyecto, intentó apostar a Toluca como centro principal de operaciones de la aerolínea; una muy mala decisión que ocasionó pérdidas importantes. Entre las rutas que se operaron desde Toluca se encontraban Toluca-Puebla (ruta que insólitamente operaría durante solamente 10 días), Toluca-San Luis, Toluca-Aguascalientes, entre otras.
A principios de septiembre de 2008 los inversionistas perdieron la ilusión total en el proyecto y comenzaron un proceso de descapitalización de la empresa con el propósito de iniciar paulatinamente 
un cierre de operaciones.
El 7 de noviembre de 2008 el grupo de inversionistas liderado por el ingeniero Carlos Peralta 
da como concluido el ciclo de Aerolíneas Mesoamericanas, cerrando todas las operaciones de la aerolínea de manera definitiva.

## Flota Histórica
La aerolínea durante su existencia operó las siguientes aeronaves:

## Concurso mercantil
El 7 de noviembre de 2008 se declaró la empresa en concurso mercantil, decisión que fue tomada por la crisis económica internacional, por lo que solicitó el concurso mercantil en la etapa de quiebra.
La cual es aceptada en el mes de mayo de 2009 y en la cual continúa en separación de bienes ya que casi todo su equipo de cómputo y demás eran arrendados.

## Destinos que cubría

### MéxicoMéxico
- Aguascalientes
- Ciudad del Carmen
- Campeche
- Cancún
- Chihuahua
- Ciudad Juárez
- Ciudad Obregón
- Ciudad Victoria
- Guadalajara
- La Paz
- León
- Los Cabos
- Los Mochis
- Mazatlán
- Mérida
- Monterrey
- Oaxaca
- Poza Rica
- Puebla
- Puerto Vallarta
- Reynosa
- Querétaro
- San Luis Potosí
- Tampico
- Tijuana
- Toluca
- Torreón
- Tuxtla Gutiérrez
- Veracruz
- Villahermosa